# Nicoleni
Nicoleni (węg. Székelyszentmiklós) – wieś w Rumunii, w okręgu Harghita, w gminie Șimonești. W 2011 roku liczyła 51 mieszkańców.